# Irska
Irska (irsko Éire; tudi Republika Irska, Poblacht na hÉireann) je parlamentarna republika in otoška država v Britanskem otočju na skrajnem zahodu Evrope, ki pokriva približno pet šestin otoka Irske ob severozahodni obali Evrope, preostala šestina irskega otoka je znana kot Severna Irska in je del Združenega kraljestva Velike Britanije in Severne Irske.
Državno ustavno ime je Éire ali slovensko Irska. Republika Irska je uradni opis države (v tem članku se Irska nanaša na državo, če ni posebno označeno, da je mišljen otok).
Notranjost države sestavljajo širne planjave, porasle pretežno z bujnimi travniki in pašniki, zaradi česar je otok dobil ime »zeleni otok«. Gozdovi pokrivajo le 9,6 % površine države, kar je najmanj v Evropi, takoj za Islandijo z 0,3 %. Leta 2021 je Irska imela 5,033 milijona prebivalcev.

## Ime
Država iz leta 1922, ki jo sestavlja 26 od 32 irskih grofij, je bila "zasnovana in znana kot Irska svobodna država". Irska ustava, sprejeta leta 1937, določa, da je ime države Éire ali v angleškem jeziku Irska. 2. člen Zakona o republiki Irski iz leta 1948 navaja: »S tem se razglasi, da je opis države Republika Irska«. Zakon iz leta 1948 določa, da ime države ni »Republika Irska«, ker bi bilo to v nasprotju z ustavo.
Vlada Združenega kraljestva je uporabila ime "Eire" (brez naglasnega znamenja) in od leta 1949 "Republika Irska" za državo; šele po Belfastskem sporazumu leta 1998 pa ime "Irska".
Tako kot "Irska", "Éire" ali "Republika Irska" je bila država imenovana tudi "Republika", "Južna Irska" ali "Južna". V irskem republikanskem kontekstu se pogosto imenuje "svobodna država" ali "26 grofij".

## Zgodovina
Prve sledi naselitve datirajo v mezolitik (okoli 6000 pr. n. št.). V 2. tisočletju pr. n. št. so otok naselili Kelti, ki so bili organizirani v klanih. Ti so se do zgodnjega srednjega veka združili v pet kraljestev, imenovanih Pet petin (irsko Cuig Cuigi): Ulaidh (Ulster), Midhe (Meath), Laighin (Leinster), Mumhain (Munster) in Connacht (Connaught). Rimljani niso nikoli osvojili Irske (latinsko Hibernia), čeprav se je njihov vpliv čutil.
Predkrščansko obdobje irske zgodovine je opisano v junaških pesnitvah, zbranih v cikluse, od katerih je najbolj znan Ulstrski ciklus o kralju Conchobaru, junaku Cú Chilainnu in tovariših.
S preostalo Evropo se je Irska povezala s prevzemom krščanstva, o katerem je v 5. stoletju prvi pridigal sveti Patrik, kasnejši svetnik in zaščitnik Irske. Hitro so se razvijale številne opatije in samostanske šole, irski misionarji (sveti Kolumban, sveti Galen, sveti Kilijan ter drugi) so razvijali široko misijonsko dejavnost v zahodni in srednji Evropi.
Od konca 8. stoletja je bila Irska stalno ogrožena zaradi napadov Vikingov, ki so v 9. stoletju ustanovili svoje kraljestvo s sedežem v Dublinu. Napade je končno ustavil visoki kralj celotne Irske in kralj Muhmaina Brian Boru, ko jih je premagal leta 1014 v bitki pri Clontarfu.

### Delitev Irske
Nesposobnost kasnejših irskih vladarjev pri združevanju otoka in medsebojne boje irskih kraljestev je izkoristil angleški kralj  Henrik II., ki je leta 1171 vdrl na Irsko in prisilil del irskih knezov, da so ga priznali za svojega kralja. Uvedba angleškega fevdalnega reda in razdelitev velikih posestev angleškim plemičem je pripeljala do upora kralja Connachta Roryja O'Conorja (1171), ki se je končala z dejansko delitvijo otoka na dva dela (zahodni pod Roryjevo oblastjo in vzhodni pod oblastjo kraljevega namestnika v Dublinu). Rory O'Conor je bil leta 1175 prisiljen odstopiti od naslova visokega kralja in zadržati samo naslov kralj Connachta. V 13. stoletju Je bil v angleškem delu otoka vzpostavljen parlament.
Poskus Ircev, da se osvobodijo angleške oblasti pod vodstvom škotskega princa Edwarda Bruca (1315−1318) se je končal z neuspehom, območje pod angleško upravo pa je bilo razširjeno za tri nove grofije (Kildare, Desmond in Ormonde).

### Angleška Irska
Oblast irskega parlamenta je zelo omejil kralj Henrik VII. leta 1494, njegov naslednik Henrik VIII. pa je leta 1542 zavladal celemu otoku in prevzel tudi naslov kralja Irske. Spopadi Ircev in Angležev so se zaostrili ob koncu 16. stoletja, ko so Ircem poskušali vsiliti protestantizem. Pomembna upora sta bila pod vodstvom Shana O'Neilla (1559−1567) in Hugha O'Neilla (1595−1601).
Leta 1649−1650 je upor v Irski okrutno zatrl Oliver Cromwell, ki je začel tudi naseljevati škotske protestante, zato so se napetosti v državi še povečale. Poskus vreči s prestola angleškega kralja Jakoba II., ki so ga Irci kot katolika z navdušenjem sprejeli, je onemogočila vojska Viljema III. Oranskega (1648−1691). Kot kaznovanje so angleške oblasti množično zaplenile posesti in načrtno uničevale irsko gospodarstvo. Katoliki so bili v celoti izključeni iz javnih služb, zato so bili pogosti nemiri in močno izseljevanje.

### Irska v Veliki Britaniji
Prve organizacije za boj proti angleški zasedbi so nastale v 18. stoletju tudi zaradi spodbude francoske revolucije. Leta 1791 je nastala zveza Zedinjeni Irci (angleško United Irishmen) pod idejnim vodstvom Wolfa Tona. Neuspela vstaja leta 1798 je izkoristila britanska vlada in izdala Zakon o zedinjenju (Act of Union), podoben zakonu o zvezi med Anglijo in Škotsko iz leta 1707. Leta 1801 je bilo razglašeno Združeno kraljestvo Velike Britanije in Irske (ki bo trajalo vse do leta 1914) in postavljen skupen parlament, v katerem je imela Irska 32 poslancev v zgornjem in 100 v spodnjem domu; volilna pravica je ostala omejena na sloj največjih veleposestnikov. Irski odgovor na združitev je bil upor Roberta Emmeta leta 1803, ki je bil zatrt z neusmiljenimi nasilnimi ukrepi in gospodarskim izkoriščanjem.
Leta 1823 je bilo na pobudo Daniela O'Connella ustanovljeno Katoliško društvo (Catholic Association), leta 1829 pa v Britanskem parlamentu izglasovan Zakon o politični emancipaciji katolikov (Emancipation Act), s katerim so tudi katoliki dobili pravico biti izvoljeni v parlament in dostop do javnih služb. Leta 1840 je bilo ustanovljeno Nacionalno društvo za razveljavitev unije (National Repeal Association), ki ga je vodil D. O'Connell in je težilo k iskanju političnih rešitev s pogajanji z britansko vlado.
Sredi 19. stoletja se je gospodarsko stanje v Irski zelo poslabšalo, britanski veleposestniki so priganjali kmete in zahtevali razvoj živinoreje. Posebej težak udarec siromašnim slojem prebivalstva je prinesla bolezen krompirja (1845−1849), ki je bil skoraj edina hrana kmečkega prebivalstva. Nastala je velika lakota. Umrlo je več kot milijon ljudi, okoli 1.250.000 pa se jih je izselilo v Ameriko. Od tedaj do leta 1851 se je število prebivalcev Irske zmanjšalo za okoli tretjino (z 8.400.000 na 6.600.000). Taka negativna smer razvoja se je nadaljevala do konca stoletja, ko je število prebivalcev padlo na 4.500.000.

### Boj za neodvisnost
Leta 1872 je bila ustanovljena Liga za avtonomijo (Home Rule League), ki se je leta 1877 preimenovala v Irsko agrarno zvezo (Irish Land League), prvo množično stranko na Irskem pod vodstvom Charlesa Stewarta Parnella. Z bojkotom so se borili za reforme veleposestnikov. Da bi Gladstone pridobil glasove irskih poslancev v spodnjem domu, je 1886 in 1893 zgornjemu domu predlagal zakon o omejeni avtonomiji Irske in je bil zavrnjen.
Leta 1900 so se sile, ki so se s političnimi sredstvi borile za neodvisnost Irske, združile v Združeno irsko zvezo (United Irish League) pod vodstvom Johna Redmonda, ki je deloval v parlamentu pod imenom Združena irska nacionalna stranka. Leta 1903 je bil sprejet Zakon o nakupu zemlje (Wyndham Land Purchase Act) in izvedena agrarna reforma s katero so zakupniki dobili zemljo. Od leta 1905 se je republikansko gibanje za popolnoma neodvisno Irsko osredotočilo v organizaciji Sinn Féin (slovensko Mi sami), pod vodstvom Arthura Griffitha. 1912 je liberalna vlada britanskega premierja Herberta Henryja Asquitha tretjič predložila parlamentu zakon o avtonomiji Irske, ki je bil po dolgi razpravi leta 1914 sprejet s pridržkom uvedbe do leta 1918. Zaostrovale so se notranje napetosti med katoliki in protestanti na Irskem, ki so začeli ustanavljati svoje oborožene enote (protestantski Ulstrski prostovoljci in katoliški Irski prostovoljci) in se spopadati.
Člani Irskega republikanskega bratstva in organizacije Sinn Féin so v Dublinu 23. aprila 1916 začeli velikonočno vstajo in razglasili Republiko Irsko. Vstajo je krvavo zadušila britanska vojska po šestih dneh, nad vstajniki pa izvedli grobe ukrepe. Januarja 1919 so se irski poslanci v britanskem parlamentu in člani organizacije Sinn Féin sestali v Dublinu in razglasili Irsko nacionalno skupščino (Dáil Éireann), ki je razglasila neodvisnost in ustoličila vlado na čelu z Eamonom de Valerom. Sledila je angleško-irska vojna, v kateri se je na strani Irske borila Irska republikanska armada, sestavljena iz pristašev gibanja Sinn Féin. Premirje je bilo sklenjeno 23. decembra 1920, ko je britanski parlament sprejel nov zakon o Irski upravi (Government of Ireland Act), s katerim se je od Irske odcepilo 6 severnih grofij s protestantsko večino in se združilo pod imenom Severna Irska, preostali del pa je dobil status dominiona. Tako rešitev je nejevoljno prevzela Irska narodna skupščina julija 1921 in 1922 ustanovila Irsko svobodno državo (irsko Saorstát Éireann, angleško Irish Free State) z avtonomno vlado in priznanjem angleške krone, ki jo je zastopal generalni guverner. Prvi predsednik vlade je bil Arthur Griffith (1922).

### Neodvisna Irska
Neodvisnost je Irska dobila z novo ustavo 29. decembra 1937, ko je zamenjala ime v Irska (Éire) in ostala članica Commonwealtha. Za prvega predsednika je bil izbran Douglas Hyde (1938−1945).
Med veliko gospodarsko krizo leta 1937 in 1938 je bilo v Irski organiziranih več sindikalnih organizacij in val štrajkov. Med drugo svetovno vojno je Irska razglasila nevtralnost.
Iz Commonwealtha je izstopila leta 1949 in prevzela ime Republika Irska (Poblacht na h'Éireann). Od leta 1955 je članica Združenih narodov.
Na oblasti se na Irskem menjata stranki Združena irska partija (Fine Gael) in Republikanska stranka (Fianna Fáil).
Med letoma 1970 do 1972 je bila članica EFTE, od 1987 pa članica Evropske ekonomske zveze (od leta 1973 EU).
Od 1970-ih je terorizem vzdrževal irski nacionalizem v Severni Irski. Čeprav so se napetosti nadaljevale (bombni napad IRE v Omaghu v Severni Irski), je bil leta 1998 dosežen politični dogovor o ožjem sodelovanju med republikanci in unionisti.

## Geografija
Država se razteza na območju približno petih šestin (70.273 km²) irskega otoka (84.421 km²), preostanek je Severna Irska. Otok je na severu in zahodu omejen z Atlantskim oceanom, na severovzhodu s Severnim kanalom in Hebridskim morjem. Na vzhodu se Irsko morje povezuje z Atlantskim oceanom s kanalom svetega Jurija in Keltskega morja.
Zahodno pokrajino večinoma sestavlja razčlenjena obala s številnimi riasi in strmimi klifi (8 km dolgi in visoki več kot 200 m). Osrednja rahlo valovita nižinska pokrajina (60 do 120 m nmv), zgrajena na karbonatnih apnencih, je v veliki meri prekrita z ledeniškimi sedimenti gline in peska, tu so tudi pomembna območja barij in več jezer. Najvišja točka je Carrauntoohil (1038 m), ki leži v Armorikanskem gorstvu na jugozahodu. Reka Shannon, ki prečka osrednje nižine, je najdaljša reka na Irskem, dolga 386 kilometrov. Zahodna obala je bolj robustna od vzhodne, z mnogimi otoki, polotoki, rti in zalivi.
Pred prihodom prvih naseljencev na Irsko pred približno 9000 leti je bilo ozemlje v glavnem prekrito z gozdovi hrasta, jesena (Fraxinus excelsior), bresta, leske, tise (Taxus baccata) in drugih avtohtonih dreves. Rast barjanskih površin in obsežno sekanje gozdov za kmetijstvo so bili glavni vzroki za krčenje gozdov v naslednjih stoletjih. Danes je približno 12 % Irske prekrite z gozdovi, od teh je velika večina sestavljena predvsem iz neavtohtonih iglavcev za komercialno uporabo . Idealne razmere tal, veliko padavin in blago podnebje omogočajo Irski največjo stopnjo rasti gozdov v Evropi. Žive meje, ki se tradicionalno uporabljajo za določitev kopenske meje, so pomemben nadomestek za gozdni habitat, ki zagotavlja zatočišče domorodnim prostoživečim živalskih vrstam in številnim žuželkam, pticam in sesalcem.
Obdelovalne površine predstavljajo približno 64 % celotnega ozemlja. To povzroča omejene površine za ohranitev naravnih habitatov, zlasti za večje divje sesalce z več ozemeljskimi zahtevami. Dolga zgodovina kmetovanja v povezavi s sodobnimi kmetijskimi metodami, kot so pesticidi in uporaba gnojil, ogroža biotsko raznovrstnost.

### Podnebje
Podnebje je na Irskem izrazito oceansko. Atlantski ocean na zahodu s stalnim in močnim vetrom in topel Zalivski tok vplivata na vremenske vzorce. Temperature se razlikujejo glede na območje, srednja in vzhodna območja pa so skrajnejša. Zaradi zmernega oceanskega podnebja so temperature redko nižje od −5 °C v zimskem ali višja od 26 °C poleti. Padavine so bolj razširjene v zimskih mesecih in manj v prvih mesecih poletja. Na jugozahodnih območjih je največ padavin zaradi jugozahodnega vetra (2000 do 3000 mm), medtem ko jih Dublin dobi najmanj (okoli 750 mm). Sonca je največ na jugovzhodu države. Sever in zahod sta najbolj vetrovna v Evropi, kar daje veliko možnosti za pridobivanje vetrne energije. Irska običajno dobi med 1100 in 1600 sončnih ur na leto, na večini območij v povprečju med 3,25 in 3,75 ure dnevno.

## Lokalna samouprava
Zakon o lokalni samoupravi iz leta 1898 je temeljni dokument sedanjega sistema lokalne uprave, 20. sprememba ustave iz leta 1999 pa je predvidela njegovo ustavno priznanje. 26 tradicionalnih okrožij − grofij Irske ni vedno povezano z upravno delitvijo, čeprav se na splošno uporabljajo kot geografski okvir prebivalstva Irske. Zakon o reformi lokalne uprave za leto 2014 je predvidel sistem 30 lokalnih oblasti − 26 svetov grofij, dva mestna in grofijska sveta ter tri mestne svete. Pod temi (razen Dublinske regije in treh mestnih svetov) so občinska okrožja, ki nadomeščajo prejšnji sistem mestnih svetov.
|  | 1. Fingal 2. Dublin City 3. Dún Laoghaire–Rathdown 4. Južni Dublin 5. Wicklow 6. Wexford 7. Carlow 8. Kildare 9. Meath 10. Louth 11. Monaghan 12. Cavan 13. Longford 14. Westmeath 15. Offaly 16. Laois | 1. Kilkenny 2. Waterford 3. Cork City 4. Cork 5. Kerry 6. Limerick 7. Tipperary 8. Clare 9. Galway 10. Galway City 11. Mayo 12. Roscommon 13. Sligo 14. Leitrim 15. Donegal |

Lokalne oblasti so odgovorne za vprašanja, kot so načrtovanje, lokalne ceste, komunala in knjižnice. Volilne enote morajo čim bolj slediti mejam grofij. Območja z večjim številom prebivalcev imajo več volilnih enot, nekatere več kot eno grofijo, vendar na splošno ne prečkajo meja grofij. Grofije so združene v osem regij, vsaka z regionalno oblastjo, ki jo sestavljajo člani, ki jih delegirajo različni sveti v regiji. Regije nimajo nobene neposredne upravne vloge, ampak so pomembne za načrtovanje, usklajevanje in statistiko.

## Gospodarstvo

### Razvoj
Irsko gospodarstvo se je od 1980-ih let dalje preoblikovalo iz pretežno kmetijstva v sodobno gospodarstvo znanja, osredotočeno na visokotehnološke industrije in storitve. Irska je leta 2002 sprejela evro skupaj z enajstimi državami članicami EU. Država je močno odvisna od neposrednih tujih naložb in je pritegnila številne multinacionalke zaradi visoko izobražene delovne sile in nizke davčne stopnje.
Podjetja, kot je Intel, so vlagala na Irskem v poznih 1980-ih, sledila sta Microsoft in Google. Po indeksu ekonomske svobode je Irska uvrščena med devet ekonomsko najsvobodnejših gospodarstev na svetu. Irska je glede na BDP na prebivalca ena najbogatejših držav v OECD in EU, vendar je država pod povprečjem OECD v smislu BNP na prebivalca. BDP je bistveno višji od BNP zaradi velikega števila večnacionalnih korporacij s sedežem na Irskem.
V začetku 1990-ih je država doživela izjemno gospodarsko rast, dramatično so se povečali potrošnja, gradbeništvo in investicije, kar je postalo znano kot obdobje keltskega tigra. Hitrost rasti se je v letu 2007 upočasnila in povzročila vdor velikega nepremičninskega balona, ki se je sčasoma razvijal. Dramatičen padec cen nepremičnin je poudaril čezmerno izpostavljenost gospodarstva gradnji in prispeval k irski bančni krizi. Irska je uradno začela recesijo leta 2008 po zaporednih mesecih gospodarskega krčenja. BNP se je v letu 2009 zmanjšal za 11,3 %, največji letni upad BNP od leta 1950.
Država je uradno izstopila iz recesije leta 2010 s pomočjo močne rasti izvoza, vendar pa je zaradi precejšnjega povečanja stroškov javnega zadolževanja zaradi državnih jamstev zasebnega bančnega dolga irska vlada sprejela program 85 milijard evrov pomoči EU, Mednarodnega denarnega sklada (MDS) in dvostranskih posojil Velike Britanije, Švedske in Danske. Po treh letih krčenja se je gospodarstvo v letu 2011 povečalo za 0,7 % in leta 2012 0,9 %. Stopnja brezposelnosti je v letu 2012 znašala 14,7 %, med njimi 18,5 % med nedavnimi priseljenci. Marca 2016 je bila stopnja brezposelnosti po poročanju centralnega statističnega urada Irske 8,6 %.

### Trgovina
Čeprav večnacionalne korporacije prevladujejo nad irskim izvoznim sektorjem, izvoz iz drugih virov prav tako pomembno prispeva k nacionalnemu dohodku. Dejavnosti multinacionalnih družb s sedežem na Irskem so med največjimi izvozniki farmacevtskih sredstev, medicinskih pripomočkov in izdelkov, povezanih s programsko opremo in storitvami na svetu. Izvoz Irske se nanaša tudi na dejavnosti velikih irskih podjetij (kot so Ryanair, Kerry Group in Smurfit Kappa Group) in izvoz mineralnih surovin. Irska je sedmi največji proizvajalec cinkovih koncentratov in dvanajsti največji proizvajalec svinčevih koncentratov. Država ima tudi pomembne zaloge sadre, apnenca, ter manjše količine bakra, srebra, zlata, barita in dolomita. Turizem na Irskem prispeva približno 4 % BDP in je pomemben vir zaposlitve.
Irska izvaža tudi hrano, govedo in goveje meso, mlečne izdelke in aluminij, uvaža pa v glavnem opremo za obdelavo podatkov, kemikalije, nafto in naftne derivate, tekstil in oblačila.

## Demografija
Genetske raziskave kažejo, da so se prvič naselili z Iberskega polotoka po zadnji ledeni dobi. Po mezolitiku, neolitiku in bronasti dobi so priseljenci uvedli keltski jezik in kulturo. Migranti iz zadnjih dveh obdobij še vedno predstavljajo gensko dediščino večine irskih ljudi. Gelska tradicija se je razširila in sčasoma postala prevladujoča oblika. Irci so kombinacija gelskega, norveškega, anglo-normanskega, francoskega in britanskega rodu.
Leta 2011 je na Irskem živelo 4.588.252 prebivalcev. Letna stopnja rasti prebivalstva je v obdobju med letoma 2002 in 2006 presegla 2 %, kar je posledica visoke stopnje naravnega povečanja in priseljevanja. Ta stopnja se je v obdobju med letoma 2006 in 2011 nekoliko zmanjšala s povprečnim letnim odstopanjem v višini 1,6 %.
Po popisu leta 2011 je bilo neirskih državljanov 544.357 ali 12 % celotnega prebivalstva. To je skoraj 2,5-krat več kot po popisu leta 2002 (224.261). Pet največjih neirskih skupin so Poljaki (122.585), Britanci (112.259), Litovci (36.683), Latvijci (20.593) in Nigerijci (17.642). 

### Jeziki
Irska ustava opisuje irščino kot »nacionalni jezik«, vendar je angleščina prevladujoča. V popisu leta 2006 se je 39 % prebivalcev štelo za govorce irščine. Irščina se govori kot jezik skupnosti v le majhnem številu pretežno podeželskih območij na zahodu in jugu države, skupaj znane kot regije gelskega jezika. Razen v Gaeltachtu so cestni znaki običajno dvojezični. Večina javnih obvestil in tiskanih medijev je samo v angleščini. Medtem ko je država uradno dvojezična, se državljani pogosto borijo za dostop do državnih storitev v irščini. Večina državnih publikacij ni na voljo v obeh jezikih, čeprav imajo državljani pravico, da se izražajo v irščini. Mediji, ki vključujejo irščino, so TV-kanal TG4, radijske postaje RTE Raidió na Gaeltachta in spletni časopis Tuairisc.ie. V irski vojski so vsi v irskem jeziku.
Večina srednješolcev se odloča za učenje enega ali dveh tujih jezikov. Jeziki, ki so na voljo za Junior Certificate in Leaving Certificate, so francoščina, nemščina, italijanščina in španščina. Študentje lahko študirajo tudi arabščino, japonščino in ruščino. Študij irščine je obvezen z redkimi upravičenimi izjemami.

### Religija
Verska svoboda je na Irskem ustavno določena. Krščanstvo je prevladujoča vera in medtem ko Irska ostaja pretežno katoliška, je bil odstotek prebivalstva, ki se je opredelil kot katolik na popisu 2011, 84,2 %, je strmo padel na 78,3 % v najnovejšem popisu 2016. Drugi rezultati popisa 2016 so: 4,2 % protestantov, 1,3 % muslimanov in 9,8 % brez vere. Leta 2011 so poročali, da se tedensko udeležuje obredov v Dublinu samo 18 %, pri čemer je delež nižji pri mlajših generacijah. 
Irska cerkev, 2,7 % prebivalstva, je druga največja krščanska veroizpoved. Članstvo se je v 20. stoletju zmanjšalo, vendar se je v 21. stoletju povečalo, kakor tudi druge majhne krščanske veroizpovedi. Pomembni protestantski veroizpovedi sta prezbiterijanska in metodistična cerkev. Priseljevanje je prispevalo k porastu hindujskega in muslimanskega prebivalstva. V odstotkih sta pravoslavno krščanstvo in islam najhitreje rastoči religiji s 100-odstotnim oziroma 70-odstotnim povečanjem.
Irski svetniki zavetniki so sveti Patrik, sveta Brigita in sveti Kolumb. Svetnik Patrik je edini, ki je navadno znan kot pokrovitelj. Dan svetega Patrika se praznuje 17. marca na Irskem in v tujini kot irski državni dan s parado in drugimi praznovanji.
Podobno kot v drugih pretežno katoliških evropskih državah je bila v poznem 20. stoletju tudi za Irsko značilna pravna sekularizacija. Leta 1972 je bil na referendumu izbrisan člen ustave, ki je imenoval posamezne verske skupine. 44. člen ostaja v ustavi; določa svobodo veroizpovedi, prepoveduje dodeljevanje katere koli vere, prepoveduje državno versko razlikovanje in od države zahteva, da verske in nereligiozne šole obravnava neškodljivo.
Verske študije so leta 2001 uvedli kot izbirni predmet za srednješolsko spričevalo (Junior Certificate). Čeprav številne šole vodijo verske organizacije, je med mlajšimi generacijami pogosta svobodomislenost. 

## Kultura
Irska kultura je bila stoletja v glavnem gelska in ostaja ena od šestih glavnih keltskih narodov. Po anglo-normanskem vdoru v 12. stoletju in postopnem britanskem osvajanju in kolonizaciji, ki se je začela v 16. stoletju, je bila Irska pod vplivom angleške in škotske kulture. Nato je irska kultura, v številnih vidikih raznovrstna, delila značilnosti z angleško, katoliško Evropo in drugimi keltskimi regijami. Irska diaspora, ena največjih in najbolj razširjenih na svetu, je prispevala h globalizaciji irske kulture, ki je ustvarjala številne ugledne osebnosti v umetnosti, glasbi in znanosti

### Arhitektura
Na Irskem je veliko zgradb, ohranjenih v različnem stanju, od neolitika, kot so Brú na Bóinne, Poulnabrone dolmen, kamen v Castlestrangeu, Turoeski kamen in kamniti krog Drombeg. Ker Rimljani nikoli niso osvojili Irske, je arhitektura grško-rimskega izvora zelo redka. Namesto tega je za državo značilno daljše obdobje arhitekture železne dobe. Irski okrogli stolp izvira iz obdobja zgodnjega srednjega veka.
Krščanstvo je uvedlo preproste samostanske hiše, kot so Clonmacnoise, Skellig Michael in Scattery Island. Med temi dvojnimi samostani in samostani egiptovskih koptov je bila ugotovljena slogovna podobnost.  Gelski kralji in plemiči so gradili okrogle trdnjave ali crannóge (delno ali povsem umeten otok, podoben kolišču, zgrajen v jezerih, rekah in estuarijih Škotske, Walesa in Irske). Cerkvene reforme v 12. stoletju so s cistercijani prinesle celinski vpliv z romansko oblikovanimi samostani Mellifont, Boyle in Tintern. Gelska naselja so bila omejena meniška prvotna mesta, kot je Kells, kjer ulice ohranjajo izviren krožen vzorec naselja. Pomembna mestna naselja so se razvijala šele po vdorih Vikingov. Glavna gelsko-normanska pristanišča so bila na obali, vendar z manjšimi rečnimi naselji, kot je Longford.
Gradove so zgradili Anglo-Normani v poznem 12. stoletju, kot sta Dublinski grad in grad Kilkenny, zasnovali so tudi obzidano trgovsko mesto, ki je pridobilo pravni položaj in več pravic s podelitvijo listine. Te listine so posebej urejale oblikovanje teh mest. Dva pomembna valova načrtovanja mest sta bila prvič v 16. in 17. stoletju, ko so bila uporabljena kot mehanizem tudorskih kraljev za zatiranje lokalnih uporov, nato pa v 18. stoletju. Preživeli normanski načrtovani mesti sta Drogheda in Youghal. Dobro ohranjeni načrtovani mesti iz 18. stoletja sta Westport in Ballinasloe. Tako načrtovanje naselij je značilno za večino današnjih mest po vsej državi.
Gotske stolnice, kot je svetega Patrika, so uvedli Normani. Frančiškani so prevladovali pri gradnji opatij do poznega srednjega veka, medtem ko je elegantne stolpaste hiše, kot je grad Bunratty, zgradila gelska in normanska aristokracija. Mnogi verski objekti so bili uničeni z razpustitvijo samostanov . Po obnovi so nastajale paladijevske in rokokojske zlasti podeželske hiše, vključno s parlamentom kot najpomembnejšo.
Z gradnjo Carinske hiše, Štirih sodišč, Glavne pošte in Kraljevega prebivališča je cvetel neoklasicističen in gregorijanski slog v Dublinu. Gregorijanske mestne hiše so ustvarile unikatne ulice, zlasti v Dublinu, Limericku in Corku. Po katoliški enakopravnosti so se pojavile stolnice in cerkve v francoskem neogotskem slogu, kot so sveti Kolman in sveti Fin Barre. Irska je že dolgo povezana s hišami s slamnatimi strehami, čeprav so danes velika redkost.
Leto 1927 se je začelo z ameriško oblikovano art decojevsko cerkvijo na Turner's Cross, irska arhitektura je sledila mednarodni smeri sodobnih in elegantnih slogov 20. stoletja. Novejše gradnje so obnova Ballymuna in mestna razširitev Dublina pri Adamstownu. Od ustanovitve Dublinske razvojne uprave leta 1997 je območje Dublin Docklands doživelo obsežno prenovo, ki je vključevala gradnjo Kongresnega centra in gledališča Grand Canal. Leta 2008 je bil končan stolp Elysian v Corku, ki je najvišja stavba na Irskem. Kraljevi inštitut arhitektov Irske je usklajevalec arhitekture v državi.

### Kuhinja
Irska kuhinja tradicionalno temelji na mesu in mlečnih izdelkih, dopolnjenih z zelenjavo in morskimi sadeži. Priljubljene jedi irske kuhinje so: boxty (krompirjeva palačinka), colcanon (krompirjev pire z ohrovtom ali zeljem), coddle (uporaba ostankov in zato brez posebnega recepta), irska obara, slanina in zelje. Irska je znana po polnem irskem zajtrku, ki vključuje ocvrto jed ali na žaru, običajno sestavljeno iz slanine, jajc, klobas, pudinga in ocvrtega paradižnika. Poleg pomembnega vpliva evropskih in mednarodnih jedi se je pojavila tudi nova irska kuhinja, ki temelji na tradicionalnih sestavinah, pripravljenih na nove načine. Ta kuhinja temelji na sveži zelenjavi, ribah, ostrigah, školjkah ter številnih sirih, ki jih izdelujejo po vsej državi. Poraba školjk se je povečala zaradi priljubljenosti, zlasti zaradi visokokakovostnih školjk, ki so na voljo na obali države. Najbolj priljubljeni ribi sta losos in trska. Tradicionalni kruh vključuje sodin in pšenični kruh. Barmbrack je kvašeno pecivo z dodanimi rozinami.
Priljubljeni vsakdanji pijači sta čaj in kava. Alkoholne pijače, povezane z Irsko, so poitín (destilirana žgana pijača iz žitaric, zrnja, sirotke, sladkorne pese, melase in krompirja) in svetovno znano zelo močno pivo guinness, ki izvira iz pivovarne Arthurja Guinnessa pri St. Jamesovih vratih v Dublinu. Irski viski je prav tako priljubljen po vsej državi v različnih oblikah: single malt (sladek viski, destiliran iz fermentirane drozge, izdelane izključno iz fermentiranega ječmena, ki se razlikuje od neoluščenega zrnja), single grain (viski, ki je najmanj ali delno izdelan iz zrnja, mletega ječmena, pšenice ali rži, viski iz koruze) in blend (mešani) viski (nastane z mešanjem različnih vrst viskija in včasih tudi nevtralnih žganih pijač, barvil in okusov).

## Znani Irci
- James Joyce (1882–1941), pisatelj
- Oscar Wilde (1854–1900), pisatelj
- William Butler Yeats (1865–1939), pesnik, Nobelov nagrajenec za književnost 1923
- George Bernard Shaw (1856–1950), Nobelov nagrajenec za književnost 1925
- Samuel Beckett (1906–1989), pisatelj, Nobelov nagrajenec za književnost 1969
- Seamus Heaney (1939–2013), pisatelj, Nobelov nagrajenec za književnost 1995
- Ernest Walton (1903–1955), fizik
- James Hoban (1755–1831), arhitekt
- Niall Horan, pevec
- Pierce Brosnan, igralec
- Conor McGregor, borec
- Cillian Murphy, igralec